# Кубок Боснії і Герцеговини з футболу 2004—2005
Кубок Боснії і Герцеговини з футболу 2004–2005 — 11-й розіграш кубкового футбольного турніру в Боснії і Герцеговині. Володарем кубку вчетверте стало Сараєво.

## Календар
| Раунд       | Дата                        | Матчі | Клуби   |
| ----------- | --------------------------- | ----- | ------- |
| 1/16 фіналу | 22 вересня 2004             | 16    | 32 → 16 |
| 1/8 фіналу  | 13/20 жовтня 2004           | 16    | 16 → 8  |
| 1/4 фіналу  | 27 жовтня/10 листопада 2004 | 8     | 8 → 4   |
| 1/2 фіналу  | 6/13 квітня 2005            | 4     | 4 → 2   |
| Фінал       | 11/17 травня 2005           | 2     | 2 → 1   |

## 1/16 фіналу
| Команда 1         | Рахунок      | Команда 2            |
| ----------------- | ------------ | -------------------- |
| 22 вересня 2004   |              |                      |
| Леотар            | 1:1 пен. 6:5 | Жепче                |
| Желєзнічар        | 3:0          | Будучност (Бановичі) |
| Зриньські         | 3:0          | Слобода (Тузла)      |
| Челік             | 1:0          | Рудар (Углєвик)      |
| Широкі Брієг      | 1:0          | Рудар (Прієдор)      |
| Травнік           | 0:1          | САШК Напредак        |
| Борац (Баня-Лука) | 5:1          | Дрина (Зворник)      |
| Младост (Гацко)   | 0:0 пен. 2:3 | Посуш'є              |
| Славія            | 4:1          | Любушкі              |
| Бранітель         | 0:0 пен. 6:5 | Модрича              |
| Троглав           | 0:1          | Ораш'є               |
| Фамос             | 1:3          | Сараєво              |
| Рудар (Какань)    | 1:3          | Любич (Прнявор)      |
| Слога (Добой)     | 1:0          | Вітез                |
| Коліна            | 1:4          | Вележ                |
| Радник (Бієліна)  | 1:0          | Подгрмец             |

## 1/8 фіналу
| Команда 1         | Заг.         | Команда 2       | 1-й матч | 2-й матч |
| ----------------- | ------------ | --------------- | -------- | -------- |
| 13/20 жовтня 2004 |              |                 |          |          |
| Борац (Баня-Лука) | 3:5          | Сараєво         | 2:1      | 1:4      |
| Леотар            | 3:5          | Ораш'є          | 3:0      | 0:7      |
| Челік             | 3:3 пен. 6:7 | Зриньські       | 3:0      | 0:3      |
| Широкі Брієг      | 7:3          | Любич (Прнявор) | 4:2      | 3:1      |
| Желєзнічар        | 5:2          | Вележ           | 3:0      | 2:2      |
| Слога (Добой)     | 1:3          | Славія          | 1:2      | 0:1      |
| САШК Напредак     | 3:3 (ч)      | Посуш'є         | 2:0      | 1:3      |
| Радник (Бієліна)  | 7:2          | Бранітель       | 2:0      | 5:2      |

## 1/4 фіналу
| Команда 1                   | Заг. | Команда 2        | 1-й матч | 2-й матч |
| --------------------------- | ---- | ---------------- | -------- | -------- |
| 27 жовтня/10 листопада 2004 |      |                  |          |          |
| Широкі Брієг                | 3:0  | Желєзнічар       | 2:0      | 1:0      |
| Сараєво                     | 2:1  | Ораш'є           | 1:1      | 1:0      |
| Славія                      | 3:1  | Радник (Бієліна) | 1:0      | 2:1      |
| САШК Напредак               | 1:4  | Зриньські        | 1:1      | 0:3      |

## 1/2 фіналу
| Команда 1        | Заг.    | Команда 2 | 1-й матч | 2-й матч |
| ---------------- | ------- | --------- | -------- | -------- |
| 6/13 квітня 2005 |         |           |          |          |
| Славія           | 1:5     | Сараєво   | 0:2      | 1:3      |
| Широкі Брієг     | 2:2 (ч) | Зриньські | 1:0      | 1:2      |

## Фінал
| Команда 1         | Заг. | Команда 2 | 1-й матч | 2-й матч |
| ----------------- | ---- | --------- | -------- | -------- |
| 11/17 травня 2005 |      |           |          |          |
| Широкі Брієг      | 1:2  | Сараєво   | 0:1      | 1:1      |

### Перший матч
| 11 травня 2005 |

| Широкі Брієг | 0:1      | Сараєво   |
| ------------ | -------- | --------- |
|              | Протокол | Обуча 10' |

| Печара, Широкі Брієг Глядачів: 2 000 Арбітр: Семір Каплан |

### Повторний матч
| 17 травня 2005 |

| Сараєво   | 1:1      | Широкі Брієг |
| --------- | -------- | ------------ |
| Обуча 42' | Протокол | Юричич 66'   |

| Кошево, Сараєво Глядачів: 13 000 Арбітр: Славко Зовкич |